# Théorème de Stallings
Le théorème de Stallings est un théorème de la théorie des groupes des groupes qui caractérise les groupes à plusieurs bouts. Il en résulte une caractérisation des groupes libres par leur dimension cohomologique, parfois aussi appelée théorème de Stallings ou théorème de Stallings-Swan.
John Stallings et Richard Swan ont reçu le prix Frank-Nelson-Cole d'algèbre pour ces résultats.

## Théorème de Stallings sur les bouts de groupes
Pour un groupe de type fini {\displaystyle G} soit {\displaystyle e(G)} le nombre de bouts du graphe de Cayley de {\displaystyle G} ; ce nombre est indépendant du choix du système générateur utilisé pour construire le graphe de Cayley. D'après un théorème de Freudenthal, on a {\displaystyle e(G)\leq 2} ou {\displaystyle e(G)=\infty }.
Théorème de Stallings sur les bouts de groupes — On a {\displaystyle e(G)>1} si et seulement si  {\displaystyle G} est un produit libre amalgamé non trivial {\displaystyle G=G_{1}*_{A}G_{2}} de deux groupes de type fini sur un groupe fini ou une extension HNN non triviale {\displaystyle G=G_{1}*_{A}} d'un groupe de type fini par un groupe fini,.
En particulier, on a {\displaystyle e(G)=\infty } pour les groupes de type fini sans torsion  exactement quand {\displaystyle G} un produit libre {\displaystyle G=G_{1}*G_{2}} de deux sous-groupes non triviaux.

## Théorème de Stallings-Swan de caractérisation des groupes libres
Il découle du théorème de Stallings qu'un groupe de type fini est libre si et seulement si sa dimension cohomologique est {\displaystyle cd_{\mathbb {Z} }(G)=1}.
Une forme plus générale a été démontrée par Swan : 
Théorème de Stallings-Swan — Soit {\displaystyle R} un anneau unitaire et {\displaystyle G} un groupe sans torsion. Alors {\displaystyle G} est libre si et seulement si {\displaystyle cd_{R}(G)=1}.
Ce théorème ne nécessite pas l'hypothèse que {\displaystyle G} est de type fini. La condition d'être sans torsion est toujours satisfaite pour les groupes quand {\displaystyle cd_{\mathbb {Z} }(G)<\infty }.
Une autre conséquence est qu'un groupe sans torsion contenant un sous-groupe libre d'indice fini est lui-même libre.

## Développements
Plusieurs autres preuves du théorème de Stallings ont été données après la preuve originale de Stallings. Ainsi, Dunwoody a donné une preuve basée sur les idées de coupes d'arêtes. Ultérieurement, Dunwoody a  donné une preuve du théorème de Stallings pour les groupes finiment présentés en utilisant une méthode dite des « pistes » sur les 2-complexes finis. Graham A. Niblo a obtenu une preuve géométrique du théorème de Stallings comme une conséquence d'une version relative de  CAT(0)-cubing de Sageev. Mikhaïl Gromov a esquissé une preuve dans sa présentation des groupes hyperboliques, où l'argument des surfaces minimales est remplacé par un argument plus facile d'analyse harmonique et cette approche a été poussée plus loin par Kapovich.